# Jonquet (Cotonou)
Pour les articles homonymes, voir Jonquet.
Le Jonquet est un quartier le cinquième arrondissement de Cotonou dans le département du Littoral au Bénin

## Administration
Le quartier Jonquet est situé dans le cinquième arrondissement de Cotonou dans le département du Littoral au Bénin.  Souvent comparé à Pigalle, Jonquet est le quartier chaud de la ville,,.

## Population
Selon un rapport de février 2016 de l'Institut National de la Statistique et de l'Analyse Economique (INSAE) du Bénin intitulé Effectifs de la population des villages et quartiers de ville du Bénin,  Le quartier jonquet comptait 1 543 habitants en 2013.